# Dorfkirche Sachsenhausen (Oranienburg)
Die Dorfkirche Sachsenhausen ist eine evangelisch-lutherische Kirche im Oranienburger Ortsteil Sachsenhausen. Sie entstand zu Beginn des 20. Jahrhunderts nach Plänen des Architekten Georg Büttner und ist ein Baudenkmal des Landes Brandenburg mit der Nr. 09165380. Die Kirche bildet zusammen mit den Gotteshäusern Friedrichsthal, Nassenheide und Freienhagen den Evangelischen Pfarrsprengel Sachsenhausen und gehört zur Evangelischen Kirche Berlin-Brandenburg-Schlesische Oberlausitz.

## Lage
Das Gotteshaus hat die Adresse Granseer Straße 28 im Oranienburger Stadtteil Sachsenhausen und steht inmitten einer kleinen Grünanlage gegenüber der Parzelle 15 der Granseer Straße. Südwestlich davon hat ein Löschzug der Feuerwehr Oranienburg (3. Feuerwache Sachsenhausen) seinen Standort. Direkt an der Straße erinnert ein Kriegerdenkmal an die Toten der beiden Weltkriege aus Sachsenhausen.
Das Pfarramt Sachsenhausen befindet sich in der Reicheltstraße 10.

## Geschichte
Erste Pläne der christlichen Dorfgemeinde für eine eigene Kirche gehen auf das Jahr 1903 zurück. Die Anzahl der Einwohner von Sachsenhausen war schnell gestiegen, insbesondere durch die neu angesiedelte Spinnerkolonie; sie umfasste im Jahr 1911 rund 2000 Personen, von denen die meisten zur evangelischen Konfession gehörten. Sie hielten die ersten Gottesdienste im Schulhaus des Ortes in der damaligen Friedrichstraße ab oder gingen zu Gottesdiensten und anderen kirchlichen Veranstaltungen nach Oranienburg zur dortigen St. Nicolaikirche. Die Kirchengemeinde hatte bis 1905 bereits ein Bauprojekt erstellt, kümmerte sich zugleich um ein Baugrundstück und die Finanzierung eines solchen Vorhabens. Beides zog sich sechs Jahre hin, so dass der eingereichte Bauantrag von der königlichen Regierung als „unbrauchbar“ abgelehnt wurde.
Der Kirchgemeinderat beauftragte den Ersten Leiter des Kirchlichen Bauamtes der Berlin-Brandenburgischen Kirche, Georg Büttner, eigene Baupläne zu erstellen. Die Baukosten durften 42.500 Mark nicht übersteigen. Die Planung musste schließlich noch den Wünschen der Gemeinde angepasst werden, die entgegen Büttners Projekt (zuvor 200 Plätze) jetzt 300 Sitzplätze für die Kirchenbesucher forderte. Deshalb änderte der Architekt die Zeichnungen dahingehend, dass Seitenemporen eingebaut werden sollten. Das war eine Abweichung von seinen sonstigen Kirchengebäuden, die alle mit einem tonnengewölbten Hauptschiff ausgekommen waren. Eine dem dörflichen Charakter des Ortes angepasste Kirche im Stil des Bauern-Barock mit basilikalem Charakter fand schließlich die Zustimmung aller Beteiligten. Büttner hatte auch die Ausstattung und Ausgestaltung des Gotteshauses detailliert geplant, vergab die Handwerkeraufträge und leitete die Bauarbeiten. Folgende einheimische Firmen wurden beteiligt: Maurermeister Richard Daßler; Tischlermeister Reinhard Ortmann: Kirchengestühl, Altartisch und Kanzel; Tischlermeister Friedrich Diedrich: hölzerner Altar; Schmiedemeister Johannes Siebert: preußischer Adler für die Türen; Otto Steinacker, ein Kirchenmaler aus Berlin: Altarraum, Chor, Wände, Emporen und die hölzerne Kassettendecke; Berliner Kunstanstalt für Glasmalerei von Georg Engel: bleiverglaste Motivfenster; Orgelbauanstalt Wilhelm Sauer: die Orgel; Hofglockengießerei Franz Schilling Söhne: das dreistimmige Geläut. Da die Bauarbeiten in den Beginn des Ersten Weltkriegs fielen, übertrug Büttner, der sich freiwillig als Reserveoffizier zum Kriegsdienst meldete, seinem Mitarbeiter Hans Palm die weiteren Bauarbeiten an der Kirche. Büttner starb nach einer schweren Verwundung bei den ersten Kämpfen in Belgien am 24. Oktober 1914 und erlebte er die Fertigstellung des Baues nicht mehr.
Die Kircheneinweihung wurde am 4. Advent des Jahres 1914 begangen. Zu dieser Gelegenheit schenkte Kaiserin Auguste Viktoria, die als Kirchenguste viele Kirchenbauten initiierte und unterstützte, der Sachsenhausener Kirchengemeinde eine Bibel mit Widmung. Die Weiherede hielt David Köhler (1848–1926), Generalsuperintendent der Kurmark, dann folgte Gesang des Kirchenchores und schließlich die Festpredigt, gehalten von Oberpfarrer Theodor Thiele. Mit einer Taufe von zwölf Kindern, dem Segen und einem Gemeindegesang endete der Festakt. Die zeitgenössischen Zeitungen berichteten über das neue Gotteshaus im modernen Barockstil (Bauernbarock). Diese Art der Umwandlung städtischer Kunst zu Bauernkunst galt als Markenzeichen von Büttners Heimatstil.
Der Ort Sachsenhausen blieb mit seinen Bauten im Zweiten Weltkrieg weitestgehend von Zerstörungen verschont, so dass gleich nach Kriegsende wieder Gottesdienste stattfinden konnten.
Am 9. Juni 1961 zerstörte ein von einem Blitz ausgelöster Brand den Turm. Das von der Feuerwehr eingesetzte Löschwasser führte zu weiteren Schäden im Inneren, vor allem an der Orgel.
Trotz Materialproblemen und der fehlenden staatlichen Unterstützung gelang es der Kirchengemeinde, den Turm neu aufzubauen und das Kirchengebäude zu reparieren. Dabei wurden größere Umgestaltungen vorgenommen: Der Turm erhielt nicht seine gestuften kuppelartigen Aufbauten zurück, sondern wurde durch einen einfachen quaderförmigen Turmkörper ersetzt, der außerdem etwas höher ausfiel als der vorherige. Zudem kam für die Turmuhr anstelle der vorherigen quadratischen Zifferblätter, in denen runde Löcher die Zahlen markierten, mit lediglich um die Zeiger herumgruppierten Strichen und einem Kreis zur Anwendung.

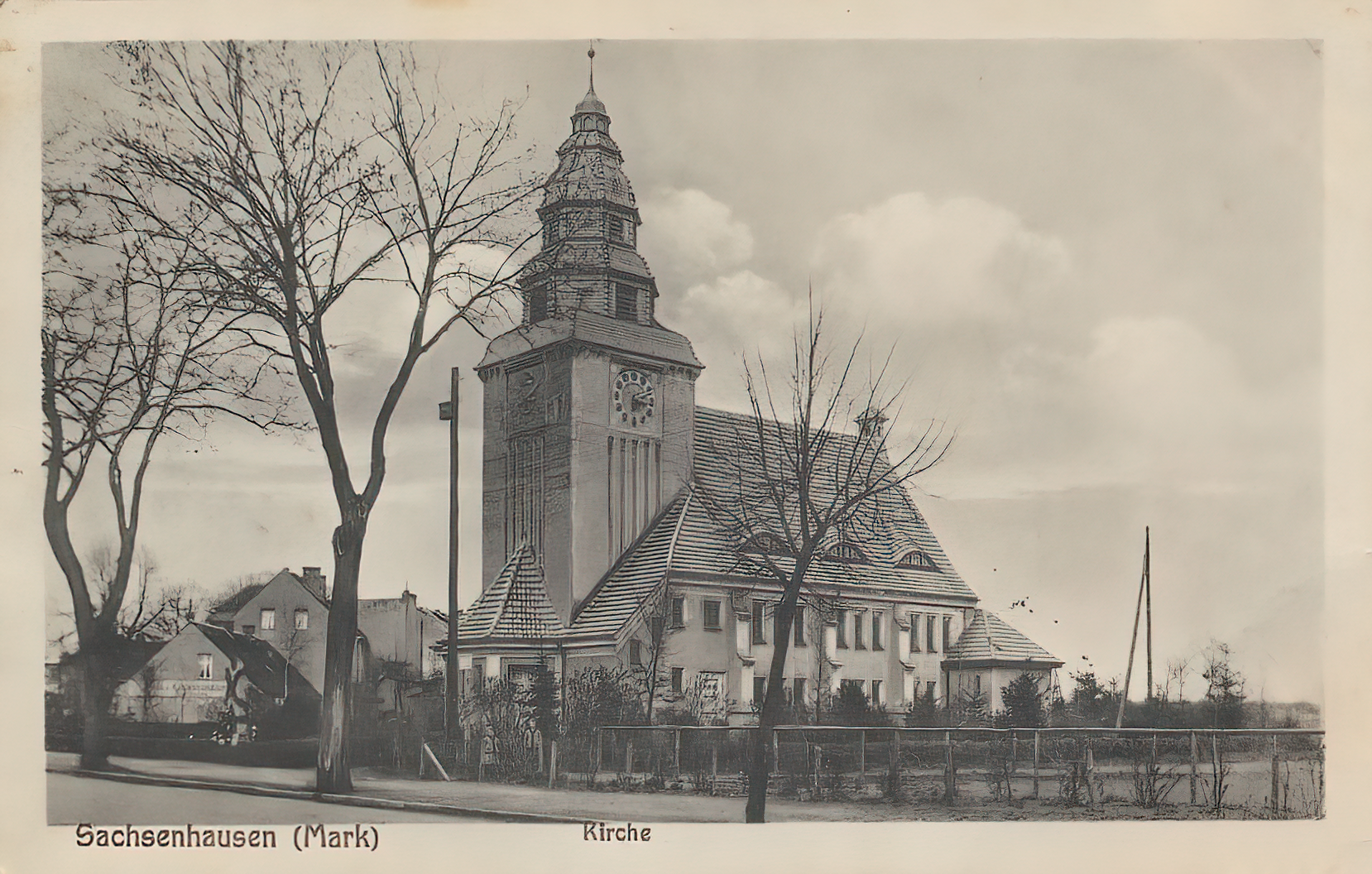
Postkarte mit der Kirche (ca. 1915)

Bei den Reparaturarbeiten im Kircheninneren verschwanden die Ornamente an den Balustraden und an den Wänden unter einer einfarbigen Übermalung. Der frühere Altar wurde auseinandergenommen, das Hochaltarbild mit einer Bibelszene restauriert und als Wandbild an die Fläche links vom Triumphbogen (Apsisbogen) angebracht. Dafür stellte die Gemeinde 1961 einen einfachen tischartigen hölzernen Altar auf. Das vorher großflächig mit Ornamenten geschmückte Apsisgewölbe erhielt einen einfarbigen glatten Anstrich. Die Wiedereinweihung des Sakralbaus fand im Herbst 1961 statt.
Bei der Umgestaltung des Innenraums 1964 wurden die ursprünglich beiderseits in den Dachflächen eingesetzten drei Gaupen vereinfacht. Kleine symmetrisch auf dem Dach angeordnete Glasflächen lassen jetzt etwas mehr Tageslicht in den Kirchenraum gelangen.
In den 1990er Jahren brachte die Stadt Oranienburg an der Kirche eine Gedenktafel an, die an Kurt Scharf erinnert. Im Kirchturm ehrt eine ständige Ausstellung sein Engagement.
Nach der Wende verringerte sich die Bevölkerungszahl Sachsenhausens stark: Etliche Bewohner waren inzwischen aus der Kirche ausgetreten, weggezogen oder die Zugezogenen waren Atheisten. Die Kirchengemeinde zählte 2014 noch gut 440 Mitglieder.
Das Gotteshaus wurde bis 2013 mit Fördergeldern in enger Zusammenarbeit mit Vertretern des Brandenburgischen Denkmalamtes in Anlehnung an die erste Ausstattung komplett renoviert: Die bleiverglasten Fenster wurden samt der Sohlbänke erneuert, Kirchengebäude und Turm erhielten neuen Edelputz, nachdem der alte Risse bekommen hatte und abzublättern drohte. Nicht wiederhergestellt wurde die ornamentale Ausmalung der Apsis und der Umrandung des Triumphbogens, die Apsis empfängt den Besucher in leuchtendem Rot, der Bogen wurde geweißt. Nach Abschluss aller Baumaßnahmen im Herbst 2013 waren die Bürger dazu aufgerufen, das Kirchenumfeld wieder in Ordnung zu bringen. Hierzu zählten Bodennivellierungsarbeiten, Pflanzungen, Aufräumaktionen. Außerdem erhielt die Fassade einen neuen Anstrich in hellem Gelb.

## Architektur

### Außenbeschreibung
Das Kirchengebäude ist ein Putzbau, dessen Fassaden gelb-cremefarben gestrichen sind. Auf der Ostseite ist eine halbrunde Apsis angebaut. Sie hat eine Länge von etwa 16 m und eine Breite von 14 m. Das Kirchenschiff wird mit einem tief heruntergezogenen ziegelgedeckten Dach abgeschlossen.
Ein Teil des Eingangsbereichs auf der Westseite wurde nach 1990 behindertenfreundlich umgestaltet: eine der beiden Treppen wurde durch eine Rampe ersetzt. Die Außentüren wurden neu gestrichen und in Anlehnung an den ursprünglichen Zustand andeutungsweise mit Verzierungen versehen.
Auffällig ist der wuchtige mit einem relativ steilen Satteldach versehene, 26,5 m hohe Westturm, in dessen Fuß der Haupteingang in einem rhomboiden Anbau eingearbeitet ist. Der Turm hat eine quadratische Grundfläche von etwa 5,90 m × 5,90 m und dominiert die Gebäudeansicht von Westen, von der Straße aus. Er steht auf einem kräftigen, senkrecht gegliederten Unterbau. Hinter den schmalen senkrechten Schallöffnungen befindet sich das Geläut, darunter hat das mechanisch angetriebene Uhrwerk der Turmuhr seinen Platz. Es ist im Original erhalten und musste bis zum Beginn der 1990er Jahre zweimal wöchentlich aufgezogen werden. Inzwischen wird das Uhrwerk mittels eines Uhrmotors angetrieben und funkferngesteuert geregelt. Ihre Ziffermarkierungen, die kreisförmig auf dem Putz angeordnet sind, zeigen die Uhrzeit nach drei Seiten. Das Turmdach weist eine Pultform auf und ist mit Zinkblech gedeckt, das nach der Reparatur den früheren Schiefer ersetzte. Auf dem First sitzt ein Dachreiter.
Seitlich neben dem Turm verläuft die Treppe zu den Emporen mit begleitenden Tageslichtfenstern. Der Kirchensaal erhält Tageslicht durch beiderseits je zwei Reihen Kirchenfenster, die Dreiergruppen bilden.

### Innenbeschreibung

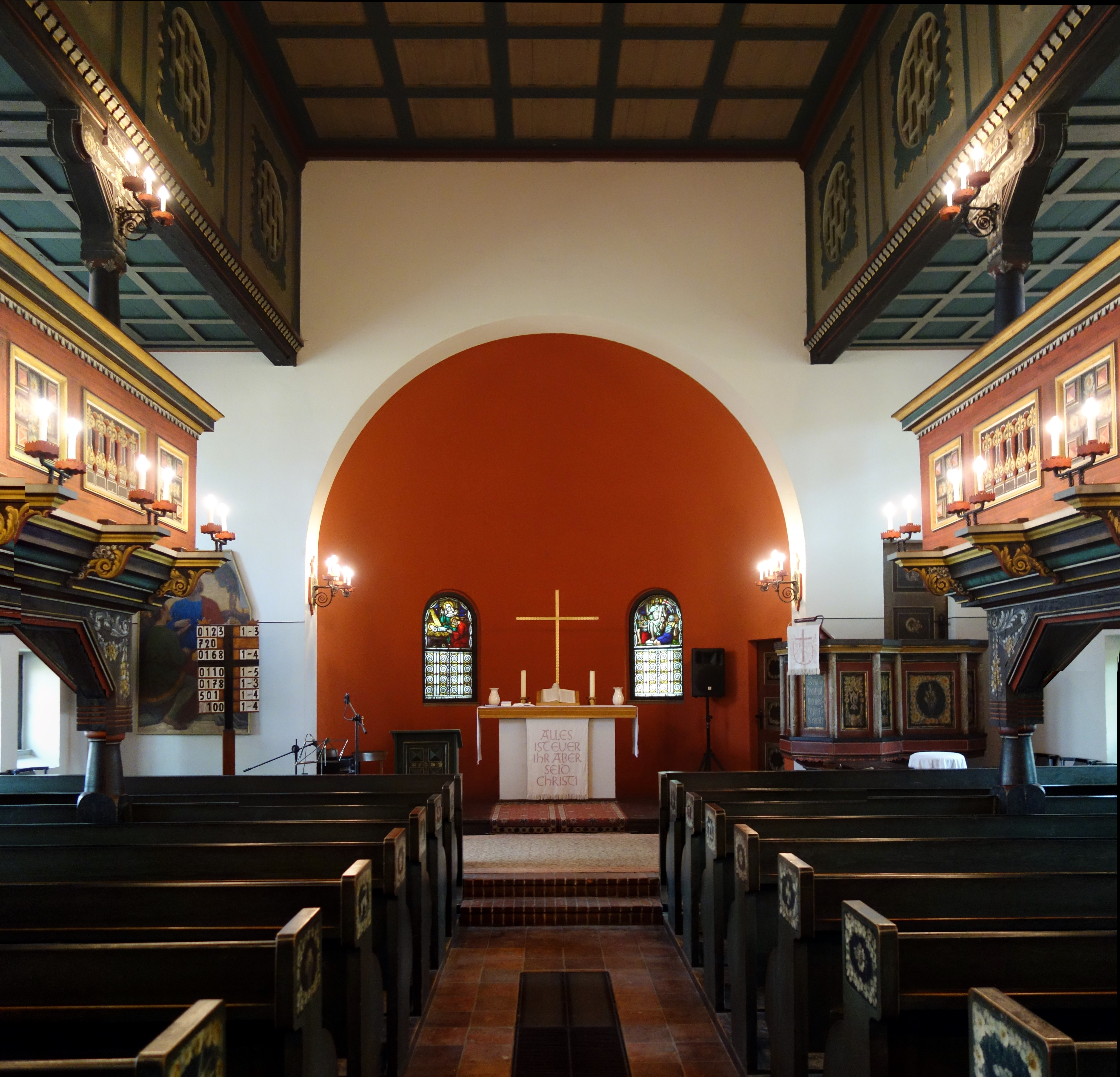
Altarseite

Vorherrschend sind im Inneren klare Formen und farbig geschmückte glatte Flächen. Der Innenraum ist durch die deckenhohen Emporenstützen und die gestufte Holzdecke eine Pseudobasilika. Die Decke ist kassettiert und in verschiedene Farben und Quadrate gegliedert.
Ein Triumphbogen trennt den Besucherraum von der Altarapsis, die gegenüber dem Hauptraum um drei Stufen erhöht ist. Die Fläche des Bogens ist geweißt, eine ähnliche Rundbogenform wiederholt sich auf der westlichen Empore und umrahmt den Orgelprospekt.

## Ausstattung

### Altar, Kanzel, Taufe, Fenster, Leuchter
Der ursprüngliche Altar wurde nach dem Brand im Jahr 1961 nicht wieder aufgestellt. Das restaurierte Altarbild hat seinen Platz heute an der Fläche zwischen der nördlichen Kirchenwand und dem Triumphbogen. An der rechten Seite des Apsisbogens steht die originale hölzerne Kanzel. An ihrer Rückseite erinnert eine Inschrift an den Baumeister Georg Büttner.
Die Fenster an der Nord- und Südwand stellen typische Sachsenhausener Berufsgruppen dar wie Fischer, einen Schmied, einen Sämann und Fährmann. Die bleiverglasten Fenster erhielten neue Fassungen. Die beiden Fenster in der Apsis zeigen von Anbeginn an je eine Szene aus der Heilsgeschichte.
Einige Wandleuchter wurden vor 2002 restauriert.

### Bänke, Empore, Schmuck

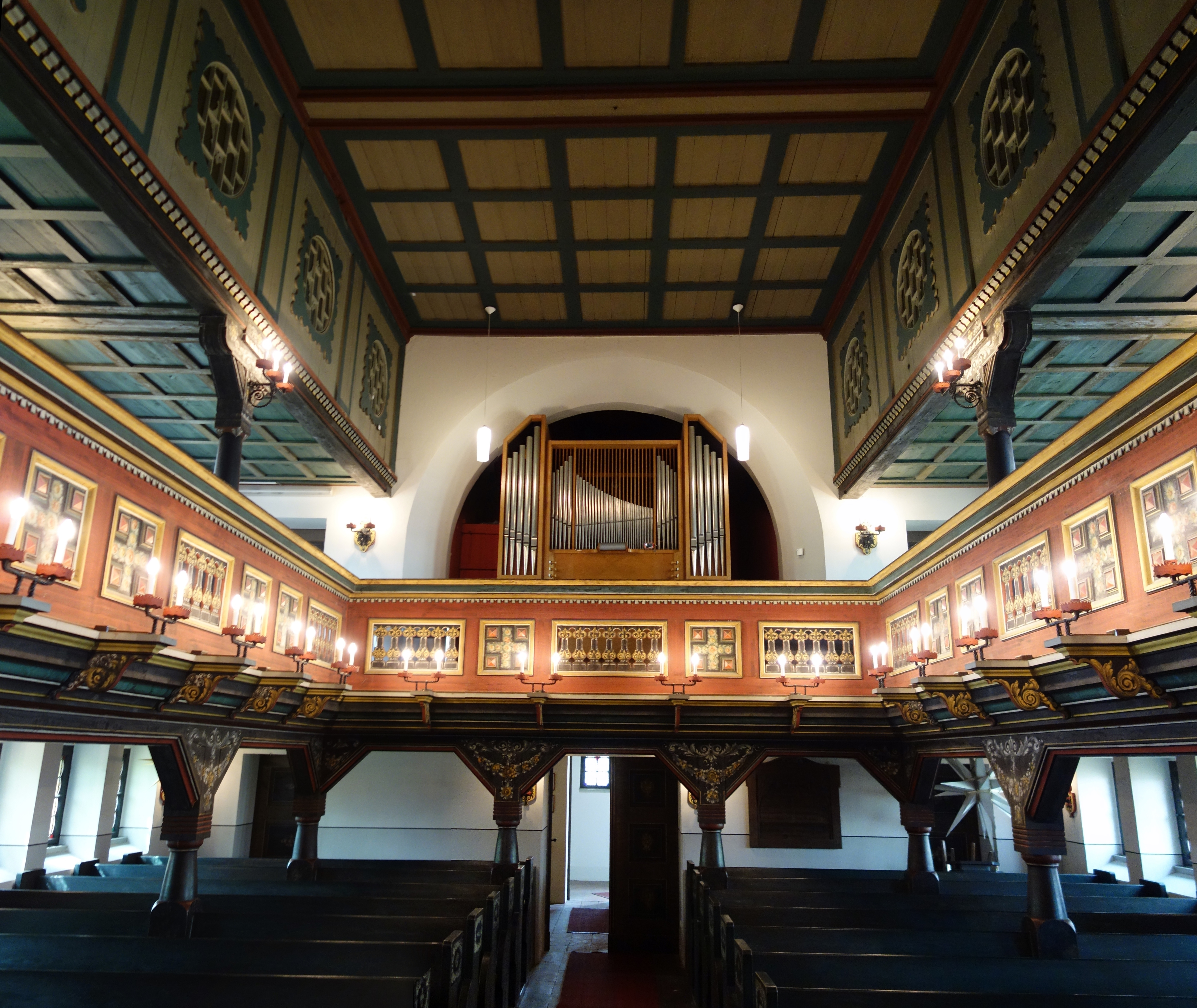
Emporen mit Orgel

Das Hauptschiff ist durch einen Mittelgang geteilt, beiderseits sind hölzerne Bänke platziert und an den Bankenden mit Ornamenten bemalt.
Eine über drei Seiten reichende Empore umgibt den Kirchenraum. Die hölzernen Balustraden sind reich ornamentiert, vorherrschend in blauen, roten und gelben Farbtönen mit Gold und Silber fein verziert. Die Empore ruht auf acht verstrebten hölzernen Säulen mit reich geschmückten Kapitellen.

## Orgel
Die erste Orgel von Wilhelm Sauer fiel dem Löschwasser des Brandes zum Opfer, sie war nicht mehr reparabel. Sie hatte den gesamten Bogen im hinteren Teil der Kirche ausgefüllt. Im Jahr 1965 ließ die Kirchengemeinde ein neues Instrument des Orgelbauers Sauer installieren, das noch immer vorhanden ist.
Die zweite Sauer-Orgel wurde nach der Installation von der Zentralstelle für Orgelbau beim Evangelischen Konsistorium Berlin-Brandenburg am 26. Februar 1965 in Anwesenheit von Vertretern der Kirchengemeinde und eines Mitarbeiters der Orgelbaufirma musikalisch „abgenommen“. Das Protokoll lieferte folgende Disposition:
| I Manual C–g3 |               |     |
| 1.            | Rohrflöte     | 08′ |
| 2.            | Principal     | 04′ |
| 3.            | Mixtur III–IV |     |

| II Manual C–g3 |             |     |
| 4.             | Holzgedackt | 08′ |
| 5.             | Rohrpommer  | 04′ |
| 6.             | Principal   | 02′ |
| 7.             | Terzian II  |     |

| Pedal C–f1 |            |     |
| 08.        | Subbass    | 16′ |
| 09.        | Gemshorn   | 08′ |
| 10.        | Choralbass | 04′ |

- Koppeln: II/I,  I/P, II/P (als Rastentritte)
- Schleiflade, mechanische Traktur

Im Abnahmeprotokoll heißt es: „Das Pfeifenwerk entspricht in seiner Bauweise, Mensurierung und Intonation den Richtlinien des modernen Orgelbaus. Jedes Register erhält durch kunstgerechte Intonation seinen ihm eigenen Charakter, so dass sich trotz der nur 10 Register eine Fülle klanglicher Möglichkeiten ergibt. Obwohl das Instrument klanglich noch aggressiver sein könnte, besonders das II. Manual ist sehr zurückhaltend intoniert, füllt es doch den Raum und wird sicher auch bei vollbesetzter Kirche ausreichend sein. Besonders erwähnt werden muss die saubere handwerkliche Verarbeitung und die äusserst übersichtliche und geräumige Anlage im Innern der Orgel. […] Der Prospekt fügt sich harmonisch in den Kirchenraum ein.“

## Glocken
Zu Beginn der 1940er Jahre musste die Kirchengemeinde zwei der drei Bronzeglocken als Metallspende des deutschen Volkes zur Herstellung von Kriegsgerät abliefern.
Wohl in den 1950er Jahren wurden zwei neue Glocken in den Turm aufgezogen.
| Nr. | Bild | Gussjahr | Gießer, Gussort | Masse (kg) | Nominal | Inschrift                                           |
| --- | --- | -------- | --------------- | ---------- | ------- | --------------------------------------------------- |
| 1   | Bild gesucht Die Wikipedia wünscht sich an dieser Stelle ein Bild vom Ort mit diesen Koordinaten 52.778483333333 13.241772222222 . Motiv: große Glocke Falls du dabei helfen möchtest, erklärt die Anleitung , wie das geht. BW    |          |                 |            |         | O-Land-Land-Land-höret des Herrn Wort               |
| 2   | Bild gesucht Die Wikipedia wünscht sich an dieser Stelle ein Bild vom Ort mit diesen Koordinaten 52.778483333333 13.241772222222 . Motiv: mittlere Glocke Falls du dabei helfen möchtest, erklärt die Anleitung , wie das geht. BW |          |                 |            |         | Betet ohne Unterlass                                |
| 3   | Bild gesucht Die Wikipedia wünscht sich an dieser Stelle ein Bild vom Ort mit diesen Koordinaten 52.778483333333 13.241772222222 . Motiv: kleine Glocke Falls du dabei helfen möchtest, erklärt die Anleitung , wie das geht. BW   |          |                 |            |         | Singet dem Herrn ein neues Lied, denn er tut Wunder |

## Nutzung
Seit den massiven Umgestaltungen dient die Kirche weiterhin zu christlichen Zwecken (Gottesdienst, Konfirmation, Trauungen usw.) aber auch als Kulturkirche.
Das Kirchengebäude wird neben den christlichen Aufgaben auch für Kulturveranstaltungen genutzt, beispielsweise Auftritte von Musikern, beispielsweise dem Liedermacher Gerhard Schöne.
Anlässlich der 100-Jahr-Feier der Kirchenweihe fand 2014 in den Kirchenräumen eine Ausstellung unter dem Titel Meine Familie – unsere Sachsenhausener Kirche statt, die ein eigens gegründetes Vorbereitungskomitee mit Hilfe von Privatfotos, Berichten und ggf. Erinnerungsstücken gestaltet hatte.

## Seelsorge
Die evangelische Dorfkirchengemeinde umfasst 470 Mitglieder (Stand 2014).
| Jahr        | Name               | Bemerkung |
| ----------- | ------------------ | --------- |
| 1903 – ?    | Paul Messerschmidt |           |
| 1933 – 1945 | Kurt Scharf        |           |
| seit 2002   | Peter Krause       |           |

In der Zeit des Nationalsozialismus war Kurt Scharf der Seelsorger der Gemeinde. Die Errichtung des Konzentrationslagers (KZ) Sachsenhausen war im Ort nicht unbekannt geblieben. So setzte sich der Pfarrer immer wieder für die Belange der Häftlinge des KZ ein. Vom 2. März 1938 bis Ende 1940 hielt in seinem Auftrag die Bekennende Kirche allabendlich Fürbitteandachten für die Inhaftierten, begleitet von Glockengeläut. Das hörten die KZ-Insassen und es gab ihnen Mut und Zuversicht, stärkte ihren Überlebenswillen.
So entstand im KZ die vierte Strophe des Liedes "Dorfglocken", das ursprünglich auf einem russischen Volkslied basiert:
Dorfglocken

Einsam klingt das Glöcklein von ferne

mir der Staub wallt am Wegesrand entlag,

So hört ich ganz leise von ferne

eines Finken wehmütigen Gesang!

Wieviel Sehnsucht enthält diese Weise

wieviel Gram dieser Heimatklang,

in meiner Brust voller Sehnen

schlägt das Herz mir so weh und so bang!

Und da denk ich an anderer Mächte

eh mein Lieb ich für immer verlor,

aus den Augen die längst schon verglühten

bricht langsam die Träne hervor!

Einsam klingt das Glöcklein von ferne

seinen Klang trägt der Wind an mein Ohr,

da wußt ich in meinem Herzen

daß ich Heimat und alles verlor!